# Гийас ад-Дин Пир-шах
Гийас ад-Дин Пир-шах (перс. غیاث الدین پیر شاه‎;узб. G'iyos ad-din pir-shoh; 1204 или 1209 — 1229) — хорезмийский царевич, сын хорезмшаха Мухаммеда.

## Биография
Один из многочисленных сыновей хорезмшаха Мухаммеда, его матерью была Баклава. Точная дата его рождения неустановлена, по средневековым источникам о его смерти:Гийас ад-Дину Абу-л-Му'аййиду Пир-шаху было 20 лет, он был на пять лет моложе своего брата по отцу Джалал ад-Дина. В 1217 году получил от отца в качестве земель Керман и Шахрисабз, а также Мекран.
В 1220 году, во время вторжения монголов отец оставил его в Каруне, после смерти отца отправился в Керман.
В 1223 году, его дядя, атабек Яган Таиси восстал против него и Гияс-ад-Дин, вместе с Узбеком, которые стал его союзником, они собрали войска, грабили и разбойничали во владениях Гияс-ад-Дина. Гияс-ад-Дин собрал воинов и разбил их. Остатки войск, вместе с эмирами бежали в Азербайджан.
В 1224 году собрал войска, и совершил поход во владения атабека Саада бин Зангина, в результате похода был захвачен Шираз и другие города. Заключил мир на условиях, что часть страны остается Сааду, а остальные земли отходят Гияс-ад-Дину. В последующие годы совместно с братом Джелал-ад-Дином участвовал в походе в Азербайджан и Грузию. Командуя левым флангом, отличился в битве при Гарни, а также во взятии Тбилиси, при атаке на ворота города, им руководимой.
В 1227 году вступил в заговор с эмирами против Джелал-ад-Дина, но после раскрытия заговора бежал в Хузистан, оттуда в Аламут. Джелал-ад-Дин требовал его выдачи, но получил отказ от местных эмиров. В том же году во время подготовки битвы с монголами, отделился с эмирами от войска и собирался покинуть брата, в результате монголы атаковали хорезмийцев и были разбиты войском Джелал-ад-Дина.
В 1229 году, один из его приближённых Барак-хаджиб, хотел жениться на его матери, которая дала согласие. Заподозренный в заговоре отчимом, царевич был арестован и задушен по его приказу на глазах у матери. Ему накинули на шею веревку, перед смертью он воскликнул:«В конце концов, разве мы не заключили соглашение не злоумышлять друг против друга? Как же можешь ты утверждать, что договор этот был нарушен, если не было никаких поспешных действий?», после этого задушили его мать. Голову царевича Барак отправил Угедею с посланием:«У вас было два врага: Джалал ад-Дин и Гийас ад-Дин. Голову одного из них я посылаю вам».